# 大齿槭
大齿槭（学名：Acer megalodum）是无患子科槭属的植物，是中国的特有植物。分布于中国大陆的陕西、甘肃等地，生长于海拔1,500米至2,300米的地区，多生长在山谷疏林中，目前已由人工引种栽培。